# مركز باراك أوباما الرئاسي
مركز باراك أوباما الرئاسي (بالإنجليزية: Barack Obama Presidential Center)‏ هو متحف ومكتبة ومشروع تعليمي في شيكاغو لإحياء ذكرى رئاسة باراك أوباما، رئيس الولايات المتحدة الرابع والأربعين. سيضم المركز أيضًا مرافق مجتمعية ومؤتمرات وسيضم مؤسسة أوباما غير الربحية. بدأ بناء الحرم الجامعي الذي تبلغ مساحته 19.3 فدانًا في عام 2021، واكتمل بناء البرج في منتصف عام 2024، ومن المتوقع افتتاح المركز في النصف الأول من عام 2026.

## روابط خارجية
- مركز باراك أوباما الرئاسي
- مكتبة باراك أوباما الرئاسية
- موقع مركز أوباما